# Wilhelm Trabandt
August Wilhelm Trabandt (Berlino, 21 luglio 1891 – Amburgo, 19 maggio 1968) è stato un generale tedesco delle Waffen-SS durante la seconda guerra mondiale, ha comandato la 1. SS-Infanterie-Brigade e la 18. SS-Freiwilligen-Panzergrenadier-Division "Horst Wessel".

## Biografia
Trabandt nacque a Berlino il 21 luglio 1891. Nel maggio 1936 entrò a far parte delle SS-Verfügungstruppe. All'inizio della seconda guerra mondiale era comandante del 3º battaglione della 1. SS-Panzer-Division "Leibstandarte SS Adolf Hitler". Prese parte alla Campagna di Polonia e alla Campagna di Francia. Dovette anche affrontare delle accuse di contrabbando durante tale campagna. In seguito a tale avvenimento fu posto nell'organico della 1. SS-Infanterie-Brigade con l'incarico di sicurezza interna e di sterminio della popolazione ebraica nei territori occupati dell'Unione Sovietica. Nel marzo 1943 gli fu affidato il comando del SS-Panzegrenadier-Regiment 39, e prese il comando della brigata nel settembre 1943.
il 6 gennaio 1944 ricevette la decorazione della Croce di Cavaliere della Croce di Ferro. In seguito la 1. SS-Infanterie-Brigade fu sciolta e i suoi organici rimanenti furono trasferiti nella 18. SS-Freiwilligen-Panzergrenadier-Division "Horst Wessel". Fino all'aprile 1945 comandò tale divisione. In seguito alla fine della guerra Trabandt fu tenuto prigioniero in Unione Sovietica fino al 1954. Morì ad Amburgo il 19 maggio 1968.